# Григор Арцкеци
Григор Арцкеци (арм. Գրիգոր Արծկեցի), по прозвищу Гандзасац ("сказитель гандзов") — армянский поэт XV века.
Даты рождения и смерти неизвестны. Жил в городе Арцке, работал в местной книжной школе. Был вардапетом. Написал несколько церковных гимнов в жанрах таг и гандз, музыку к которым по-видимому придумывал сам. Лучшим произведением считается «Мелодия покаяния» (арм. «Մեղեդի ապաշխարութեան»), примечательна также  его ода посвящённая Григору Лусаворичу. В творчестве чувствуется влияние Нерсеса Шнорали.
Комментарии
1. ↑  Гандз — музыкально-стихотворный жанр в армянской литературе